# نوومیخائیلوفکا (بارنائول، سرزمین آلتای)
نوومیخائیلوفکا (به لاتین: Novomikhaylovka) یک منطقهٔ مسکونی در روسیه است که در سرزمین آلتای واقع شده‌است.